# Batu (miasto)
Batu – miasto w Indonezji na Jawie w prowincji Jawa Wschodnia w dolinie pomiędzy wulkanami Kawi-Butak i Arjuno.
Współrzędne geograficzne 7°52′S 112°31′E/-7,866667 112,516667; powierzchnia 202,30 km²; 177 tys. mieszkańców (2003).
Ośrodek regionu rolniczego, uprawa ryżu, kukurydzy, trzciny cukrowej, kauczukowca, tytoniu szlachetnego; przemysł spożywczy. 